# Louis Bullock
Louis Herbert Bullock jr. (Washington, 20 maggio 1976) è un ex cestista statunitense, professionista in Italia e in Spagna.

## Carriera
È stato selezionato dai Minnesota Timberwolves al secondo giro del Draft NBA 1999 (42ª scelta assoluta).

## Palmarès

### Squadra
- Campionato spagnolo: 2

Real Madrid: 2004-05, 2006-07
- ULEB Cup: 1

Real Madrid: 2006-07

### Individuale
- McDonald's All-American Game: 1

1995
- All-Euroleague First Team: 1

Scaligera Verona: 2000-01